# Stjepan Mitrov Ljubiša
Stjepan Mitrov Ljubiša (crnog. ćiril. Стјепан Митров Љубиша, Budva, 29. veljače 1824. – Beč, 23. studenog 1878.), crnogorski književnik i političar iz Paštrovića, suradnik i hrvatskih književnih časopisa.

## Djela
Bio je saomouk i počeo je svoju literaturu objavljivati relativno kasno. Prozno djelo Šćepan Mali tiskano mu je u 1868. u časopisu Dubrovnik. U istom časopisu kasnije objavljuje  Skočiđevojku. Pripovijetke Pop Andrović, novi Obilić i Krađa i prekrađa zvona su tiskane u Narodnom kalendaru Matice dalmatinske za 1874., itd. 
Najvažnija djela:
- Kanjoš Macedonović

- Pričanja Vuka Dojčevića

- Pripovijesti crnogorske i primorske

## Politički rad
Za života S.M. Ljubiše Budva, Boka kotorska i Paštrovići su bili pod austro-ugarskom okupacijom. 
On je od 1861. do 1876. poslanik na Dalmatinskom saboru i Carevinskom vijeću Beču kao zastupnik dalmatinske Narodne stranke.
1870. izabran za predsjednika Dalmatinskog sabora, tu je dužnost obnašao sve do 1878.
Umro je 1878. u Beču. 
1885. njegovi posmrtni ostaci preneseni u Paštroviće.

## Zanimljivost
S.M. Ljubiša je bio bliski rođak s mitropolitom Visarionom Ljubišom, 1882. – 1884. poglavarom Crnogorske pravoslavne Crkve.

## Vanjske poveznice
- Stjepan Mitrov Ljubiša: Pripovijesti crnogorske i primorske (crn.)
- O crnogorskom kazališnom izvođenju djela S.M.Ljubiše  Arhivirana inačica izvorne stranice od 17. siječnja 2010. (Wayback Machine) (crn.)